# Voltarei
"Voltarei" foi canção escolhida para representar a televisão pública portuguesa (RTP) no Festival Eurovisão da Canção 1988, interpretada em português por Dora. Foi a vigésima canção (penúltima) a  ser interpretada na noite do festival, a seguir à canção francesa "Chanteur de charme", interpretada por Gérard Lenorman e antes da canção jugoslava: "Mangup, interpretada pela banda Srebrna Krila. No final, como é habitual, a canção portuguesa ficou mal classificada: 18.º lugar (entre 21 países participantes) e apenas 5 pontos (4 votos da Espanha e 1 da Grécia). Foi a segunda participação de Dora no Festival Eurovisão da Canção depois de ter participado em 1986, com o tema "Não sejas mau para mim".

## Autoria
- Letrista (s): José Niza, José Calvário
- Música: José Niza, José Calvário
- Orquestrador: José Calvário

## Versões
Dora gravou além da versão em português, lançou uma em inglês com o título: "I´ll come back".

## Letra
A canção é uma balada, com Dora falando ao seu amante que ela irá voltar para ele, como ela diz várias vezes no refrão "Voltarei para ti". Ela confessa que as suas pretensões de ter outro amante eram falsas e deste modo ela espera que ele não tenha esperado por ela, todavia ela tem a esperança que ele tenha esperado por ela. Ela diz-lhe que além disso, ela irá esperar por ele para ver que os sentimentos dela são verdadeiros.